# KAB-1500TK
KAB-1500TK – rosyjska bomba kierowana naprowadzana telewizyjnie. Część bojową bomby tworzy bomba burząca o masie 1075 kg. Do naprowadzania bomby służy aparatura przenoszona w zasobniku APK-9.